# Waitress (Musical)
Waitress ist ein Musical mit Musik und Text von Sara Bareilles und einem Buch von Jessie Nelson. Es basiert auf dem Film von 2007, geschrieben und inszeniert von Adrienne Shelly. Es erzählt die Geschichte von Jenna Hunterson, einer Bäckerin und Kellnerin, die in einer missbräuchlichen Beziehung mit ihrem Mann Earl lebt. Nachdem Jenna unerwartet mit Earls Kind schwanger wird, beginnt sie eine Affäre mit ihrem Geburtshelfer Jim Pomatter. Auf der Suche nach einem Ausweg aus ihren Problemen und auf Drängen ihrer Freunde nimmt sie an einem Kuchenbackwettbewerb teil, dessen Hauptpreis sie als ihre Chance sieht.
Nach einer Probeaufführung am American Repertory Theater in Cambridge, Massachusetts, im August 2015 wurde Waitress im April 2016 am Brooks Atkinson Theatre am Broadway uraufgeführt, das im Januar 2020 geschlossen wurde, unter der Regie von Diane Paulus und mit Jessie Mueller in der Hauptrolle als Jenna. Eine nationale US-Tournee lief von 2017 bis 2019. Von 2019 bis 2020 wurde das Musical am Adelphi Theatre im Londoner West End aufgeführt. Im September 2021 kehrte es für ein begrenztes Engagement am Ethel Barrymore Theatre mit Bareilles in der Hauptrolle als Jenna an den Broadway zurück, hauptsächlich um eine Live-Aufnahme zu produzieren, die 2023 in den Kinos zu sehen war. Weitere internationale, tourende und regionale Produktionen wurden inszeniert.

## Hintergrund
Das Musical basiert auf dem Indie-Film Waitress aus dem Jahr 2007. Der Film wurde mit einem Budget von nur 1,5 Millionen Dollar produziert und spielte weltweit über 23 Millionen Dollar an den Kinokassen ein. Der Film wurde von Adrienne Shelly geschrieben und inszeniert, die Hauptrolle spielte Keri Russell. Der Film handelt von Jenna, einer Kellnerin und Kuchenbäckerin in einer Kleinstadt im amerikanischen Süden, die unerwartet schwanger wird und sich in einer unglücklichen Ehe gefangen fühlt. Auf der Suche nach einem Ausweg sieht sie in einem Kuchenwettbewerb und dessen Hauptpreis ihre Chance.
Nach der Verleihung der Tony Awards 2013 gaben die Produzenten Barry und Fran Weissler bekannt, dass eine Musical-Version des Films in Arbeit sei, mit Paula Vogel als Buchautorin, Sara Bareilles als Musikerin und Texterin und Diane Paulus als Regisseurin. Die Weisslers erwarben die Bühnenrechte an dem Film kurz nach dessen Veröffentlichung im Jahr 2007. Paula Vogel zog sich im Januar 2014 aus dem Projekt zurück. Am 11. Dezember 2014 wurde das Musical offiziell bestätigt und es wurde bekannt gegeben, dass die Show ihre Weltpremiere am American Repertory Theater in Cambridge, Massachusetts, als Teil der Spielzeit 2015–2016 erleben würde, wobei Jessie Nelson nun das Buch schreibt. Im selben Monat fand in New York City ein Workshop statt, an dem unter anderem Jessie Mueller, Keala Settle, Barrett Wilbert Weed, Christopher Fitzgerald, Bryce Pinkham und Andy Karl teilnahmen. Nelson verwendete mit dem Segen des Ehemanns der verstorbenen Adrienne Shelly einige von Shellys unvollendeten Drehbüchern, um dem Projekt "ihre Stimme" zu verleihen.
Waitress hatte mit Diane Paulus als Regisseurin, Sara Bareilles als Komponistin und Texterin, Jessie Nelson als Buchautorin und Lorin Latarro als Choreografin zum ersten Mal in der Geschichte des Broadway ein von Frauen geführtes Produktionsteam Die Clinton Foundation ehrte das von Frauen geführte Kreativteam der Show mit der Kampagne #CeilingBreaker und verteilte Freikarten.

## Synopse

### Akt I
Jenna ist Kellnerin und Kuchenbäckerin in Joe's Pie Diner in den amerikanischen Südstaaten. Sie backt Kuchen, um sich von ihrer Unzufriedenheit mit ihrem Privatleben abzulenken („What's Inside“). Sie beginnt einen weiteren Tag im Diner mit ihrem Chef Cal und ihren Mitkellnerinnen Becky und Dawn („Opening Up“). Nachdem Jenna sich fast übergeben muss, überreden Becky und Dawn sie, einen Schwangerschaftstest zu machen, der zu Jennas Bestürzung positiv ausfällt; Jenna schließt daraus, dass die Schwangerschaft von einer Nacht herrührt, in der sie betrunken Sex mit ihrem missbrauchenden Ehemann Earl hatte („The Negative“). Earl kommt ins Diner und deutet an, dass er Jenna dazu bringen will, ihre Leidenschaft fürs Backen aufzugeben. Er nimmt ihr das Trinkgeld ab, das sie bisher an diesem Tag verdient hat. Sie beschließt, ihm nichts von ihrer Schwangerschaft zu erzählen und erinnert sich an ihre verstorbene Mutter, die im Backen ebenfalls Trost aus einer unglücklichen Ehe fand („What Baking Can Do“).
In der Praxis ihres Gynäkologen wird Jenna von anderen schwangeren Frauen verspottet („Club Knocked Up“) und lernt Dr. James „Jim“ Pomatter kennen, einen neuen Arzt aus Connecticut. Jenna erklärt, dass sie kein Kind großziehen, aber auch nicht abtreiben will, und überlässt Dr. Pomatter einen Marshmallow-Kuchen, den er mit Begeisterung isst („Pomatter Pie“).
Joe, der ältere Besitzer des Diners, erfährt von Jennas Schwangerschaft und schlägt ihr vor, an einem lokalen Kuchenbackwettbewerb teilzunehmen, bei dem es 20.000 Dollar zu gewinnen gibt, genug Geld, um Earl zu verlassen. Dawn beginnt, eine Online-Dating-Plattform zu nutzen, fürchtet sich aber vor jedem Ergebnis („When He Sees Me“).
Jenna begegnet Dr. Pomatter an der Bushaltestelle. Er erzählt ihr, dass er die Meerjungfrauen-Marshmallow-Torte geliebt hat und dass sie „Wettbewerbe und Bänder und so“ gewinnen könnte („It Only Takes a Taste“). Als Jenna nach Hause kommt, erfährt sie, dass Earl von seinem Job gefeuert wurde. Er beschimpft sie, und seine Wut wird fast handgreiflich; aus einem Impuls heraus und aus Angst gesteht Jenna, dass sie schwanger ist. Earl lässt sich erweichen, nimmt Jenna aber das Versprechen ab, das Baby nicht mehr zu lieben als sie ihn liebt („You Will Still Be Mine“). Jenna erzählt Dawn und Becky von ihrem Plan, an einem Kuchenwettbewerb teilzunehmen; wenn sie gewinnt, wird sie das Preisgeld verwenden, um Earl zu verlassen und das Baby selbst aufzuziehen. Die drei Kellnerinnen sehen ihre Träume von einem besseren Leben in greifbarer Nähe („A Soft Place to Land“). Jenna beginnt, Earl nur die Hälfte ihres Verdienstes zu geben und die andere Hälfte im Haus zu verstecken, um für die Teilnahme am Kuchenwettbewerb zu sparen.
Dawns Verabredung, Ogie, besucht das Diner. Dawn glaubt, dass ihre erste Verabredung nicht gut gelaufen ist, aber Ogie besteht darauf, mehr über Dawn herauszufinden und ihr zu helfen, ihre Ängste zu überwinden („Never Ever Getting Rid of Me“). Dawn und Ogie erkennen, wie viel sie gemeinsam haben, zum Beispiel ihre gemeinsame Vorliebe für Nachstellungen der amerikanischen Revolution. Jenna vereinbart einen Termin bei Dr. Pomatter, der zwei Stunden zu früh kommt, nur um sie noch einmal zu sehen. Jenna stellt Dr. Pomatter zur Rede und beschuldigt ihn, seltsam zu sein, doch dann küsst sie ihn impulsiv. Obwohl beide verheiratet sind, beschließen sie, ihrem frustrierenden Leben zu entfliehen, und haben Sex in seinem Büro („Bad Idea“).

### Akt II
Nach ihrem Stelldichein entdeckt Jenna Becky und Cal beim Knutschen im Diner. Die verheiratete Becky schämt sich nicht, der Leidenschaft nachzugeben („I Didn't Plan It“). Jenna und Dr. Pomatter setzen ihre Affäre fort, ebenso wie Becky und Cal; Dawn und Ogie beginnen ihre Beziehung („Bad Idea (Reprise)“). Jenna fragt sich, ob es ein Fehler ist, eine Affäre zu haben, aber Dr. Pomatter beruhigt sie. Jenna beginnt, einen Brief an ihr Baby zu schreiben („You Matter to Me“).
Nachdem sie mehrere Monate lang glücklich zusammen waren, heiraten Dawn und Ogie im Diner („I Love You Like a Table“). Jenna kommt mit einer Stufentorte, die einer Hochzeitstorte ähnelt. (Als die Show 2021 am Broadway wiederaufgeführt wurde, wurden zwei Dialogzeilen in das Drehbuch aufgenommen. Becky fragt Jenna, wie sie die Stufentorte genannt hat, und Jenna antwortet „A Big Ol' Slice of Live Your Life Pie“, in Anspielung auf den Song „Live Your Life“ des verstorbenen Nick Cordero.) Beim Empfang fragt Jenna, ob Cal trotz seiner Affäre wirklich glücklich sei; er antwortet, er sei „glücklich genug“. Joe teilt Jenna seine aufrichtigen Hoffnungen für sie mit („Take It from an Old Man“). Earl schleppt Jenna nach Hause und entdeckt das Geld, das sie versteckt hat. Sie erzählt ihm kleinlaut, dass sie für das Baby gespart hat, aber Earl geht mit dem Geld weg. Jenna bricht zusammen und beklagt, dass sie die Kontrolle über ihr Leben verloren hat („She Used to Be Mine“).
Bei Jenna setzen die Wehen ein („Contraction Ballett“). Sie sieht Joe im Krankenhaus auf dem Weg zur Operation. Joe gibt Jenna einen Umschlag und bittet sie, ihn nicht zu öffnen, bevor sie das Krankenhaus verlässt. Earl, Becky und Dawn und sogar die Frau von Dr. Pomatter, die Assistenzärztin im Krankenhaus ist, drängen sich im Kreißsaal. Jenna schreit in ihrer Not und entbindet. Sie nennt ihre Tochter Lulu. Earl erinnert Jenna an ihr Versprechen, Lulu nicht mehr zu lieben als ihn, und Jenna sagt ihm schließlich, dass sie die Scheidung will. Sie deutet an, dass sie eine einstweilige Verfügung gegen ihn erwirken wird, sollte er sich ihr oder Lulu jemals wieder nähern. Dr. Pomatter besucht Jenna allein in ihrem Zimmer, aber Jenna lehnt seinen Kuss ab. Sie sagt, sie wolle nicht „glücklich genug“ bleiben und beendet die Affäre. Als Dank für seinen positiven Einfluss auf ihr Leben schenkt sie ihm einen Mondkuchen. Jenna bemerkt, dass sich ihre Ansichten mit Lulu in ihrem Leben geändert haben („Everything Changes“).
Jenna öffnet den Umschlag von Joe. Da er wusste, dass er im Sterben lag, hatte er ihr in seinem Testament das Diner vermacht; außerdem wollte Joe, dass Jenna „eine Pastete nach mir benennt, wenn ich nicht mehr bin“. Fünf Jahre später wurde das Diner in „Lulu's Pies“ umbenannt und Jenna, die Besitzerin und Chefköchin, ist zufrieden, dass ihr Leben endlich eine Wende genommen hat („Opening Up (Finale)“).

## Inszenierungen

### Cambridge, Massachusetts (2015)
Waitress begann am 2. August 2015 mit den Voraufführungen am American Repertory Theater in Cambridge, Massachusetts, bevor die offizielle Premiere am 19. August 2015 stattfand, mit einer begrenzten Laufzeit bis zum 27. September 2015. Tickets für die Produktion waren ausverkauft. Regie führte Diane Paulus, die Choreografie stammt von Chase Brock, das Bühnenbild von Scott Pask, das Kostümdesign von Suttirat Anne Larlarb, das Lichtdesign von Kenneth Posner, die musikalische Leitung von Nadia DiGiallonardo und der Ton von Jonathan Deans. Zur Besetzung gehörten Jessie Mueller als Jenna, Drew Gehling als Jim, Joe Tippett als Earl, Jeanna de Waal als Dawn, Keala Settle als Becky, Dakin Matthews als Joe, Jeremy Morse als Ogie und Eric Anderson als Cal. Mueller gewann den IRNE Award für die beste Schauspielerin in einem Musical für ihre Leistung in einer Saison, die von Natasha, Pierre & The Great Comet of 1812 dominiert wurde.

### Broadway (2016–2020)
Die Voraufführungen am Broadway begannen am 25. März 2016 im Brooks Atkinson Theatre, die offizielle Premiere fand am 24. April statt, gerade noch rechtzeitig vor dem Stichtag für die Tony Awards am 28. April. Lorin Latarro ersetzte Brock als Choreograph und Christopher Akerlind ersetzte Posner als Lichtdesigner. Für die Broadway-Produktion wurden Teile des Buches umgeschrieben, eine neue Choreografie entwickelt und ein neuer Song von Bareilles geschrieben. Die Bäckerin Stacy Donnelly aus Manhattan und die Kleinunternehmerin Dawn Mayo von Everythingdawn wurden engagiert, um sicherzustellen, dass die Backszenen realistisch waren. Donnelly brachte den Darstellern bei, wie man Kuchenteig bearbeitet und ausrollt, denn für die Rolle der Jenna musste Mueller auf der Bühne Eier aufschlagen, Mehl sieben und Teig ausrollen. Mayo kreierte alle Requisiten, die in der Show verwendet wurden.
Um das Eintauchen des Publikums in das Stück zu erleichtern, wurden beim Betreten des Theaters echte Torten aufgewärmt, so dass der Duft einer Konditorei entstand; Kuchenstücke wurden zum Verkauf angeboten. Zu den Besetzungsänderungen gehörten Nick Cordero, der die Rolle des Earl übernahm, Kimiko Glenn als Dawn und Christopher Fitzgerald, der am New Yorker Workshop teilnahm, als Ogie. Während der Vorpremieren stellte die Produktion einen neuen Kassenrekord für eine einzelne Aufführung im Brooks Atkinson Theatre auf und spielte 145.532 $ ein. Die anfänglichen Investitionen für die Produktion beliefen sich auf 12 Millionen $. Während einer technischen Unterbrechung bei einer Vorpremiere spielte Bareilles zwei Songs, darunter „Down at the Diner“, die zuvor aus der Produktion herausgenommen worden waren.
Waitress schrieb am Broadway Geschichte, da die vier wichtigsten kreativen Positionen in einer Show von Frauen besetzt wurden (Bareilles, Nelson, Latarro und Paulus). Außerdem waren die Kostümbildnerin und die musikalische Leiterin Frauen. Bareilles sagte, sie sei stolz darauf, Teil eines reinen Frauenteams zu sein: „Es macht wirklich Spaß, ein Beispiel dafür zu sein, wie es aussehen kann. Wir sind ein Haufen Frauen, die sich sehr dafür engagieren, einen Weg zu finden, eine einheitliche Vision zu schaffen.“ Nur das Broadway-Musical Runaways von 1978 hatte eine ähnliche Geschichte, bei dem Buch, Musik, Text, Choreografie und Regie von Elizabeth Swados stammen.
Zu den bemerkenswerten Neubesetzungen gehören Bareilles, Betsy Wolfe, Katharine McPhee, Nicolette Robinson, Shoshana Bean, Alison Luff und Jordin Sparks als Jenna; Jason Mraz, Gavin Creel, Joey McIntyre und Jeremy Jordan als Dr. Pomatter; Will Swenson und Joe Tippett als Earl; Bill Nolte als Joe; June Squibb als Josie (eine weibliche Version von Joe) und Larry Marshall, der die Rolle des Joe aus der US-Tournee wieder aufnahm; Eddie Jemison spielte seine Rolle des Ogie aus dem Film wieder, und Al Roker spielte die Rolle des Joe zweimal.
Die Inszenierung wurde am 5. Januar 2020 nach 33 Vorpremieren und 1.544 regulären Vorstellungen geschlossen.

### Neuinszenierung am Broadway (2021)
Barry Weissler brachte die ursprüngliche Produktion mit Bareilles in der Hauptrolle am 2. September 2021 im Ethel Barrymore Theatre wieder auf die Bühne und machte es damit zum ersten Musical am Broadway, das nach der Schließung von COVID-19 wieder aufgeführt wurde. Der Hauptgrund für die Rückkehr war die Aufzeichnung der Produktion für eine zukünftige Veröffentlichung, wobei STEAM Motion + Sound eine Filmversion produzierte. Mehrere andere wiederkehrende Darsteller spielten in der Produktion mit, darunter Gehling als Dr. Pomatter, Tippett als Earl, Dawson als Becky, Houlahan als Dawn, Matthews als Joe, Fitzgerald als Ogie und Anderson als Cal. Die Aufführung endete am 22. Dezember 2021, zwei Wochen früher als geplant, aufgrund einer Abschaltung von COVID-19. In der Schlussbesetzung spielten Joshua Henry als Pomatter und Ciara Renée als Jenna mit.

### Nationale Tourneen in den USA (2017–2022)
Die erste nationale US-Tournee mit Desi Oakley als Jenna, Lenne Klingaman als Dawn, Charity Angel Dawson als Becky und Bryan Fenkart als Dr. Pomatter begann am 20. Oktober 2017 am Playhouse Square in Cleveland, Ohio, und endete am 18. August 2019. Die zweite nationale Tournee, eine Non-Equity-Tournee, mit Bailey McCall als Jenna, Kennedy Salters als Becky, Gabriella Marzetta als Dawn und David Socolar als Dr. Pomatter, begann am 12. November 2019 und endete am 12. Juni 2022. Aufgrund der COVID-19-Pandemie im Jahr 2020 wurden viele Aufführungen abgesagt oder neu angesetzt.
Eine dritte US-Nationaltournee spielte nur zwei Engagements, im Blumenthal Performing Arts Center in Charlotte, North Carolina (vom 19. April bis 22. Mai 2022), und im Hanna Theatre in Cleveland (vom 26. Mai bis 26. Juni 2022).

### West End (2019–2020)
Die Produktion wurde am 7. März 2019 im Londoner West End eröffnet, nachdem die Vorpremieren am 8. Februar im Adelphi Theatre begonnen hatten. In der Rolle der Jenna war Katharine McPhee zu sehen, die die Rolle zuvor am Broadway gespielt hatte; Jack McBrayer war Ogie. Lucie Jones übernahm die Rolle der Jenna am 17. Juni 2019. Desi Oakley, eine Jenna auf der US-Tournee, stieß im Januar in London zur Show, als Jones sowie ihre Zweitbesetzungen Sarah O'Connor und Olivia Moore zu krank für einen Auftritt waren. Bareilles und Gavin Creel kamen in London vom 28. Januar 2020 bis zum Ende der Tournee wieder zusammen.
Die Produktion sollte am 4. Juli 2020 enden, wurde aber am 14. März geschlossen, als die Theater im West End wegen der COVID-19-Pandemie geschlossen wurden. Die Produzenten gaben später bekannt, dass die Show nicht wiederaufgenommen werden würde.

### Tournee durch das Vereinigte Königreich und Irland (2021–22)
Im Anschluss an die West-End-Aufführung begann die Tournee nach Verzögerungen aufgrund der anhaltenden COVID-19-Pandemie am 4. September 2021 im New Wimbledon Theatre und läuft bis zum 20. August 2022 im Theatre Royal, Norwich. Lucie Jones, Sandra Marvin und Evelyn Hoskins übernahmen die Rollen von Jenna, Becky und Dawn aus der West-End-Produktion. Matt Willis spielte außerdem die Rolle des Dr. Pomatter, Christopher D. Hunt die Rolle des Cal und Jenna wurde ab 2022 von Chelsea Halfpenny gespielt.

### Internationale Inszenierungen
Die erste internationale Produktion, produziert von der Atlantis Theatrical Entertainment Group, wurde im November 2018 im Carlos P. Romulo Auditorium, Makati City, in Manila, Philippinen, mit Joanna Ampil als Jenna uraufgeführt. Es war die erste nicht-replizierte Produktion des Musicals.  Sie wurde am 2. Dezember 2018 geschlossen.
Eine spanischsprachige Produktion (lokal übersetzt als Camarera) wurde am 17. April 2019 in Buenos Aires, Argentinien, im Metropolitan Sura Theatre uraufgeführt, mit Josefina Scaglione als Jenna (übersetzt als Gina). Die spanische Übersetzung wurde von Lily Ann Martin und Pablo del Campo angefertigt. Die Inszenierung wurde am 4. August 2019 eingestellt.
Die von Toho, Fuji Television und Kyodo Tokyo gesponserte und produzierte japanische Produktion von Waitress the Musical feierte am 9. März 2021 im Nissay-Theater in Tokio Premiere. Es ist die erste Produktion, die seit der weltweiten Abriegelung durch die Pandemie COVID-19 Premiere hatte. Die Show mit Mitsuki Takahata als Jenna und Mamoru Miyano als Dr. Pomatter wurde im Mai 2021 geschlossen. Aufgrund der COVID-19-Beschränkungen reiste ein Teil des Kreativteams nach Japan und wurde vor Beginn der Proben unter Quarantäne gestellt, während andere aus der Ferne arbeiteten.
Das Musical wurde im Teatr Muzyczny Roma in Warschau, Polen, aufgeführt und am 30. Mai 2021 eröffnet, nachdem es aufgrund der Pandemie zu Verzögerungen gekommen war. Es wurde am 27. März 2022 geschlossen.
Eine französischsprachige Inszenierung, übersetzt von Joëlle Bond und Elizabeth Cordeau-Rancourt, wurde am Théâtre Saint-Denis in Montreal und im Salle Albert-Rousseau in Quebec City aufgeführt. Das Stück mit Marie-Eve Janvier in der Hauptrolle wurde am 26. Juni 2024 eröffnet und am 31. August 2024 geschlossen. In den Kritiken wurden die Adaption und die Aufführungen gelobt. Eine französische Version von „She Used to Be Mine“, „Cachée au fond de moi“, gesungen von Janvier, wurde am 10. Mai 2024 als Single veröffentlicht, um die Produktion zu bewerben.

### Verfilmte Bühneninszenierung
Die Broadway-Produktion von 2021 mit Bareilles und Gehling in den Hauptrollen wurde für eine spätere Veröffentlichung aufgezeichnet, wobei STEAM Motion + Sound den Film produzierte. Der Film feierte seine Premiere auf dem Tribeca Festival am 12. Juni 2023 und wurde am 7. Dezember 2023 von Bleecker Street und Fathom Events in die Kinos gebracht.

## Musik
Waitress enthält eine Originalpartitur mit Musik und Texten der amerikanischen Singer-Songwriterin Sara Bareilles. Wie selten bei einem Broadway-Musical üblich, wurde die Orchestrierung von Bareilles in Zusammenarbeit mit dem Orchester erstellt. Nadia DiGiallonardo dirigierte das Original-Broadway-Orchester. Das Musical verwendet ein sechsköpfiges Orchester, bestehend aus Keyboard, Klavier, Cello, Gitarre, Bass und Schlagzeug. Zusätzlich zu den musikalischen Nummern der Show nahm Bareilles auch die Botschaft „Schalten Sie Ihr Handy aus“ auf und schrieb einen Teil ihres Originalsongs „Cassiopeia“ um.

### Musiktitel
2016 Broadway Inszenierung
| Act I - "What's Inside" – Jenna and Ensemble - "Opening Up" – Jenna, Becky, Dawn, Cal and Company - "The Negative" – Becky, Dawn and Jenna - "What Baking Can Do" – Jenna and Ensemble - "Club Knocked Up" – Female Ensemble - "Pomatter Pie" – Band - "When He Sees Me" – Dawn - "It Only Takes a Taste" – Dr. Jim Pomatter and Jenna - "You Will Still Be Mine" – Earl and Jenna - "A Soft Place to Land" – Jenna, Becky and Dawn - "Never Ever Getting Rid of Me" – Ogie and Ensemble - "Bad Idea" – Jenna, Dr. Pomatter and Ensemble | Act II - "I Didn't Plan It" – Becky - "Bad Idea" (Reprise) – Jenna, Dr. Pomatter, Becky, Cal, Dawn, Ogie and Ensemble - "You Matter to Me" – Dr. Pomatter and Jenna - "I Love You Like a Table" – Ogie, Dawn and Ensemble - "Take It From an Old Man" – Joe and Ensemble (‡) - "She Used to Be Mine" – Jenna - "Contraction Ballet" – Jenna and Company - "What's Inside (Reprise)" – Company (*) - "Everything Changes" – Jenna, Becky, Dawn and Company - "Opening Up" (Finale) – Company |

(‡) Als June Squibb 2018 zur Besetzung von Waitress am Broadway stieß, wurde angekündigt, dass sie "Josie" (der geschlechtsangleichende Charaktername von "Joe") spielen würde. Im Gegenzug wurden der Songtitel und alle häufigen Verwendungen des Wortes "Man" für ihren Auftritt in "Ma'am" geändert.
(*) Nicht in der Original Broadway Cast Recording enthalten.

### Aufzeichnungen
Bareilles nahm ihr fünftes Studioalbum, „What's Inside: Songs from Waitress“ auf, das Songs aus dem Musical enthält. Es wurde durch Epic Records am 6. November 2015 veröffentlicht. Das Album debütierte auf Platz zehn der U.S. Billboard 200 Charts mit 30.000 äquivalenten Albumeinheiten in der ersten Woche der Veröffentlichung und gab Barellies ihr fünftes Top-Ten-Album. Die Lead-Single aus dem Album, „She Used to Be Mine“, wurde digital am 25. September 2015 veröffentlicht. Im Gespräch über die Veröffentlichung des Albums erklärte Bareilles, dass ihre Entscheidung, ein Album mit den Songs aufzunehmen, daher rührte, dass „ich mir nicht vorstellen konnte, die Songs der Show zu übergeben, bevor ich nicht selbst einen Weg gefunden hatte, sie selbst zu singen“.
Die Originalaufnahme der Broadway-Besetzung wurde am 3. Juni als digitaler Download veröffentlicht, die physische Version folgte am 1. Juli 2016. Das Album wurde von Bareilles mit Neal Avron produziert und von DMI Soundtracks aufgenommen.

## Darsteller und Charaktere
| Charakter              | Workshop               | American Repertory Theater | Broadway               | 1. US Tour           | West End          | 2. US Tour          | Broadway               | UK/Irland Tour      |
| Charakter              | 2014                   | 2015                       | 2016                   | 2017                 | 2019              | 2019                | 2021                   | 2021                |
| ---------------------- | ---------------------- | -------------------------- | ---------------------- | -------------------- | ----------------- | ------------------- | ---------------------- | ------------------- |
| Jenna                  | Jessie Mueller         | Jessie Mueller             | Jessie Mueller         | Desi Oakley          | Katharine McPhee  | Bailey McCall       | Sara Bareilles         | Lucie Jones         |
| Dr. Pomatter           | Bryce Pinkham          | Drew Gehling               | Drew Gehling           | Bryan Fenkart        | David Hunter      | David Socolar       | Drew Gehling           | Matt Willis         |
| Becky                  | Keala Settle           | Keala Settle               | Keala Settle           | Charity Angél Dawson | Marisha Wallace   | Kennedy Salters     | Charity Angél Dawson   | Sandra Marvin       |
| Dawn                   | Barrett Wilbert Weed   | Jeanna de Waal             | Kimiko Glenn           | Lenne Klingaman      | Laura Baldwin     | Gabriella Marzetta  | Caitlin Houlahan       | Evelyn Hoskins      |
| Joe                    | Dakin Matthews         | Dakin Matthews             | Dakin Matthews         | Larry Marshall       | Shaun Prendergast | Michael R. Douglass | Dakin Matthews         | Michael Starke      |
| Ogie                   | Christopher Fitzgerald | Jeremy Morse               | Christopher Fitzgerald | Jeremy Morse         | Jack McBrayer     | Brian Lundy         | Christopher Fitzgerald | George Crawford     |
| Earl                   | Andy Karl              | Joe Tippett                | Nick Cordero           | Nick Bailey          | Peter Hannah      | Clayton Howe        | Joe Tippett            | Tamlyn Henderson    |
| Cal                    | Eric Anderson          | Eric Anderson              | Eric Anderson          | Ryan G. Dunkin       | Stephen Leask     | Jake Mills          | Eric Anderson          | Christopher D. Hunt |
| Krankenschwester Norma | Amber Iman             | Charity Angél Dawson       | Charity Angél Dawson   | Maiesha McQueen      | Kelly Agbowu      | Jerica Exum         | Anastacia McCleskey    | Scarlet Gabriel     |

Anmerkungen:
1. ↑  Diese Besetzung ist auch in der Live-Bühnenaufnahme des Films Waitress: The Musical zu sehen.

### Bemerkenswerte Ersetzungen

#### Broadway (2016–20)
- Jenna Hunterson: Sara Bareilles, Betsy Wolfe, Katharine McPhee, Nicolette Robinson, Shoshana Bean, Alison Luff, Jordin Sparks
- Jim Pomatter: Chris Diamantopoulos, Jason Mraz,[7] Erich Bergen, Gavin Creel,[8] Joey McIntyre,[9] Jeremy Jordan,[10] Mark Evans
- Dawn: Jenna Ushkowitz,[11] Katie Lowes, Colleen Ballinger
- Joe: Larry Marshall, John Cullum, Lee Wilkof, Steve Vinovich, Bill Nolte, Al Roker,[12] June Squibb (als Josie),[13] Richard Kline
- Ogie Anhorn: Alex Wyse, Eddie Jemison, Noah Galvin,[14] Todrick Hall[15]
- Earl Hunterson: William Popp,[11] Will Swenson, Joe Tippett

#### US Tour (2017–19 und 2022)
- Joe: Bill Nolte, Richard Kline

#### West End (2019–20)
- Jenna Hunterson: Lucie Jones, Sara Bareilles, Desi Oakley
- Jim Pomatter: Gavin Creel
- Dawn: Ashley Roberts, Hannah Tointon, Evelyn Hoskins
- Ogie Anhorn: Blake Harrison, Joe Sugg, Joel Montague

#### Broadway (2021)
- Jenna Hunterson: Jennifer Nettles, Ciara Renée
- Jim Pomatter: Erich Bergen, Joshua Henry
- Ogie Anhorn: Nik Dodani

#### UK Tour (2021–22)
- Jenna Hunterson: Chelsea Halfpenny
- Jim Pomatter: David Hunter

## Rezensionen
Die Show erhielt bei beiden Aufführungen allgemein gemischte bis positive Kritiken. Frank Rizzo, der die Bostoner Produktion für Variety rezensierte, schrieb: „...Earl so unerbittlich schrecklich zu machen, macht Jennas Unfähigkeit, ihn zu verlassen, nicht nur unentschlossen, sondern eher besorgniserregend... In der Zwischenzeit gibt es wenig Beweise dafür, dass der gute Doktor Jennas verlorener Seelenverwandter ist, trotz seiner liebevollen Art am Krankenbett... Muellers Leistung übertrifft die Unzulänglichkeiten der Serie. Sie ist witzig, verspielt und sympathisch. Sie singt Bareilles' Lieder wunderschön... Regisseurin Diane Paulus füllt die Inszenierung mit cleveren Details - ein überbackenes Proszenium, ein fließender und unbeschwerter Fluss und eine natürliche Wahrhaftigkeit in den Darbietungen.“
Bei der Broadway-Produktion hielten viele Kritiker Bareilles' Partitur und Muellers Auftritt für die Höhepunkte der Show. Charles Isherwood von der New York Times gab der Show eine gemischte Kritik, nannte Muellers Leistung aber „einen Höhepunkt der Broadway-Saison“. Time Out New York gab der Produktion vier Sterne und sagte: „Waitress hat ein ausgezeichnetes Verhältnis von süß zu sauer; Nebenfiguren, die sowohl knusprig (Dakin Matthews' mürrischer Ladenbesitzer) als auch flockig (Christopher Fitzgeralds verrückter Verehrer einer anderen Kellnerin) sind; und eine perfekte Inszenierung von Diane Paulus. Das ganze Gericht ist - bitte verzeihen Sie mir - Liebe auf den ersten Biss“. David Rooney von The Hollywood Reporter sagte: „... das Material wird auf Schritt und Tritt von Bareilles' melodiösem Pop-Score und Muellers äußerst natürlicher Darbietung als Jenna getragen. Die Figuren, die sie umgeben, mögen zwar bekannt sein, aber sie werden von erstklassigen Darstellern gespielt.“

## Auszeichnungen und Nominierungen

### Original-Broadway-Inszenierung
| Jahr | Auszeichnung               | Kategorie                                                    | Nominierung                                                  | Ergebnis  | Ref    |
| ---- | -------------------------- | ------------------------------------------------------------ | ------------------------------------------------------------ | --------- | ------ |
| 2016 | Tony Awards                | Best Musical                                                 | Best Musical                                                 | Nominiert | [ 20 ] |
| 2016 | Tony Awards                | Best Original Score                                          | Sara Bareilles                                               | Nominiert | [ 20 ] |
| 2016 | Tony Awards                | Best Performance by a Leading Actress in a Musical           | Jessie Mueller                                               | Nominiert | [ 20 ] |
| 2016 | Tony Awards                | Best Performance by a Featured Actor in a Musical            | Christopher Fitzgerald                                       | Nominiert | [ 20 ] |
| 2016 | Drama Desk Award           | Outstanding Musical                                          | Outstanding Musical                                          | Nominiert | [ 21 ] |
| 2016 | Drama Desk Award           | Outstanding Actress in a Musical                             | Jessie Mueller                                               | Nominiert | [ 21 ] |
| 2016 | Drama Desk Award           | Outstanding Featured Actor in a Musical                      | Christopher Fitzgerald                                       | Gewonnen  | [ 21 ] |
| 2016 | Drama Desk Award           | Outstanding Book of a Musical                                | Jessie Nelson                                                | Nominiert | [ 21 ] |
| 2016 | Drama Desk Award           | Outstanding Music                                            | Sara Bareilles                                               | Nominiert | [ 21 ] |
| 2016 | Drama Desk Award           | Outstanding Lyrics                                           | Sara Bareilles                                               | Nominiert | [ 21 ] |
| 2016 | Drama League Award         | Outstanding Production of a Broadway or Off-Broadway Musical | Outstanding Production of a Broadway or Off-Broadway Musical | Nominiert | [ 22 ] |
| 2016 | Drama League Award         | Distinguished Performance Award                              | Jessie Mueller                                               | Nominiert | [ 22 ] |
| 2016 | Outer Critics Circle Award | Outstanding New Broadway Musical                             | Outstanding New Broadway Musical                             | Nominiert | [ 23 ] |
| 2016 | Outer Critics Circle Award | Outstanding Actress in a Musical                             | Jessie Mueller                                               | Nominiert | [ 23 ] |
| 2016 | Outer Critics Circle Award | Outstanding Featured Actor in a Musical                      | Christopher Fitzgerald                                       | Gewonnen  | [ 23 ] |
| 2016 | Outer Critics Circle Award | Outstanding New Score (Broadway or off-Broadway)             | Sara Bareilles                                               | Nominiert | [ 23 ] |
| 2017 | Grammy Award               | Best Musical Theater Album                                   | Best Musical Theater Album                                   | Nominiert | [ 24 ] |

### Original-West-End-Inszenierung
| Jahr | Auszeichnung            | Kategorie                            | Nominierung      | Ergebnis  | Ref    |
| ---- | ----------------------- | ------------------------------------ | ---------------- | --------- | ------ |
| 2020 | Laurence Olivier Awards | Best New Musical                     | Best New Musical | Nominiert | [ 25 ] |
| 2020 | Laurence Olivier Awards | Original Score or New Orchestrations | Sara Bareilles   | Nominiert | [ 25 ] |